# Дюксел
Дюксел е ситно нарязана смес от гъби или крака на гъби, лук или лук-шалот и билки (като мащерка, магданоз, черен пипер), запържени в масло и изпарени до паста. Понякога към сместа се добавя сметана, малко мадейра или шери. Това е проста заготовка за пълнене, сосове (особено в  говеждо „Уеллингтън“) или гарнитура. Дюкселът може да се използва и като пълнеж за солен тарт.
Дюкселите се приготвят от култивирани или диворастящи гъби в зависимост от рецептата. Дюксел, приготвен на базата на горски манатарки, ще бъде по-ароматен, отколкото, ако за основа се вземат бели или кафяви гъби.
Дюкселът е изобретен през XVII век от френския готвач Франсоа Пиер дьо Ла Варен (1615 – 1678), а ястието е получило името си в чест на неговия работодател, маршал на Франция Никола Шалон дю Бле, маркиз д'Юксел. В много класически готварски книги дюкселите се определят като дехидратирани гъби, използвани за пълнене на печени продукти или палачинки. Според Огюст Ескофие гъбите се дехидратират, за да се подобри вкусът и да се намали съдържанието на вода в ястието. При приготвянето на пресни гъби се отделя огромно количество пара, спрямо обема им. Поради това ястията, пълнени с пресни гъби, могат да се напукат или дори да експлодират поради налягането на парата.